# 南洞乡
南洞乡，是中华人民共和国湖南省郴州市汝城县下辖的一个乡镇级行政单位。

## 行政区划
南洞乡下辖以下地区：
育才村、光明村、淇南村、淇岭村、育林村、大麻村、山联村、吕洞村、西边山村、东边山村和高月村。
2018年上半年经乡政府决定东边山村已并入淇南村。